# 雁门清高
雁门清高，是中华人民共和国山西省太原市的一个食品品牌、三晋老字号，主要为苦荞产品。

## 特点
公司佳鑫食品有限公司很早就组织生产苦养基地建设。2007年7月，公司策划“雁门清高”品牌，恰逢同年9月中国国际煤炭与能源新产业博览会，公司将苦荞茶作为大会养生茶，开始推广市场。2019年5月，山西省商务厅公示了首批“三晋老字号”名单，其中包括雁门清高通过审核进行公示。